# Кирпичное (Вологодская область)
Кирпичное — посёлок в Грязовецком районе Вологодской области.
Входит в состав Вохтожского муниципального образования (до 7 марта 2013 года входил в Каменское муниципальное образование), с точки зрения административно-территориального деления — в Каменский сельсовет.
Расстояние по автодороге до районного центра Грязовца — 85 км. Ближайшие населённые пункты — д. Восья, п. Восья, Истопный.
По переписи 2002 года население — 13 человек.